# 聖羅莎 (密蘇里州)
聖羅莎（英語：Santa Rosa）是位於美國密蘇里州迪卡爾布縣的非建制地區。

## 歷史
聖羅莎的郵局於1875年設立，其後於1954年停運。

## 地理
聖羅莎所處的海拔為高於海平面246米（即807英呎），而該地所採用的時區為UTC-6，即北美中部時區（CST）。同時該地設有夏令時間，為UTC-6調快一小時，即UTC-5（CDT）。